# Ben Hanley

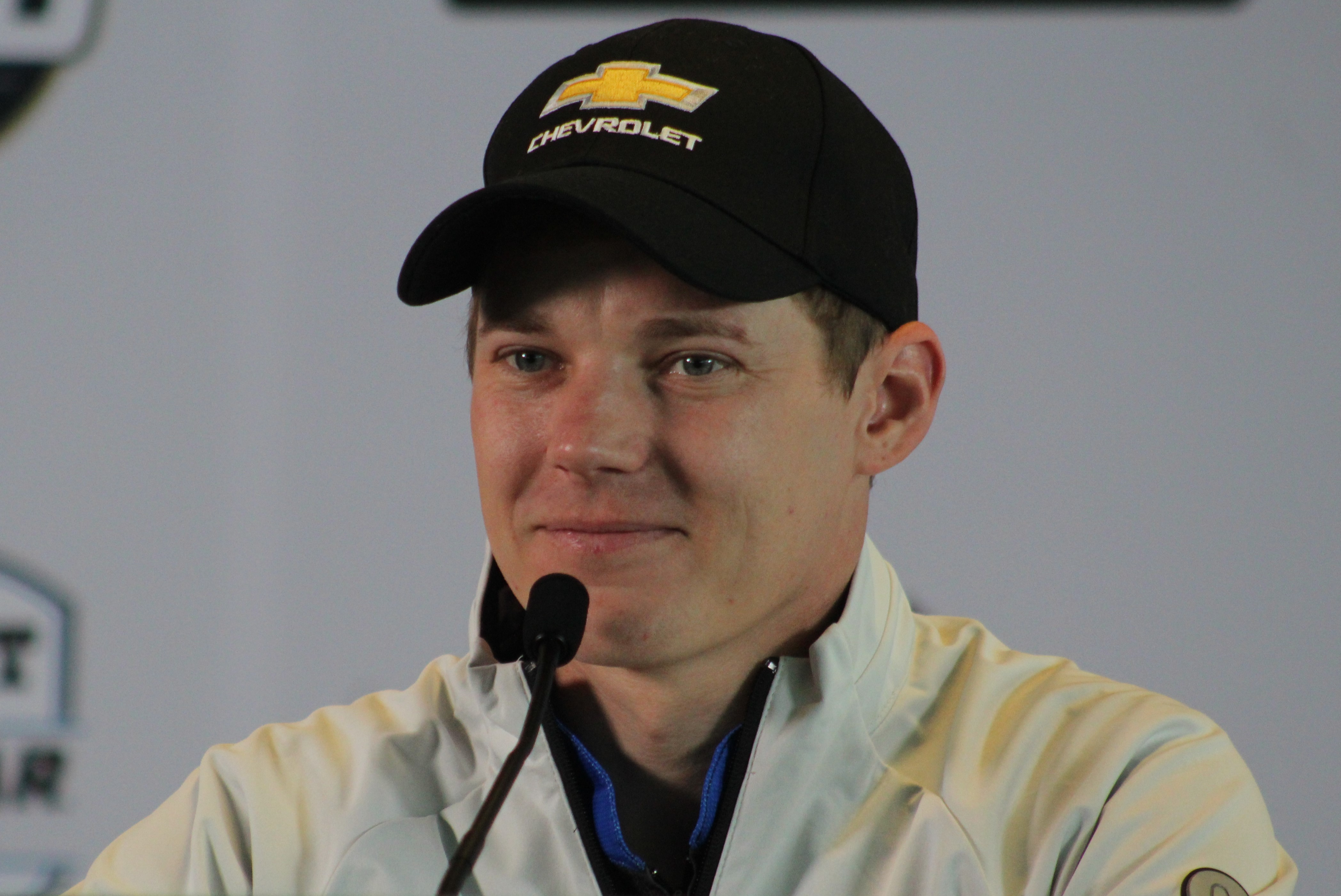
Ben Hanley

Ben Hanley (Manchester, 22 januari 1985) is een Brits autocoureur die begin 2008 deelnam aan de GP2. Hij was ook onderdeel van Renaults Renault Driver Development.

## Loopbaan
- 2005: Formule Renault 2.0 Italië, team Cram Competition (6 overwinningen, 3e in eindklassement).
- 2005: Eurocup Formule Renault 2.0, team Cram Competition (2 races).
- 2005: Formule Renault 2.0 UK, team Team AKA (2 races).
- 2005: Formule Renault 3.5 Series, team Cram Competition (2 races).
- 2006: Formule Renault 3.5 Series, team Cram Competition (1 overwinning).
- 2007: Formule Renault 3.5 Series, team Prema Powerteam (2 overwinningen, 2e in eindklassement).
- 2008: GP2 Asia Series, team Barwa International Campos Team.
- 2008: GP2 Series, teams Barwa International Campos Team en Durango (8 races).
- 2009: Euroseries 3000, team Fisichella Motor Sport International (1 overwinning).

## GP2 resultaten
| Jaar | Inschrijving      | 1          | 2         | 3          | 4         | 5          | 6          | 7          | 8          | 9       | 10      | 11      | 12      | 13      | 14      | 15      | 16      | 17      | 18      | 19      | 20      | Rang | Punten |
| ---- | ----------------- | ---------- | --------- | ---------- | --------- | ---------- | ---------- | ---------- | ---------- | ------- | ------- | ------- | ------- | ------- | ------- | ------- | ------- | ------- | ------- | ------- | ------- | ---- | ------ |
| 2008 | Campos Grand Prix | ESP FEA NF | ESP SPR 9 | TUR FEA 17 | TUR SPR 6 | MON FEA 16 | MON SPR 14 |            |            |         |         |         |         |         |         |         |         |         |         |         |         | 24   | 1      |
| 2008 | Durango           |            |           |            |           |            |            | FRA FEA NF | FRA SPR NF | GBR FEA | GBR SPR | GER FEA | GER SPR | HUN FEA | HUN SPR | EUR FEA | EUR SPR | BEL FEA | BEL FEA | ITA FEA | ITA SPR | 24   | 1      |